# Где моя тачка, чувак?
«Где моя тачка, чувак?» (англ. Dude, Where's My Car?) — фантастическая молодёжная комедия 2000 года от режиссёра Дэнни Лейнера.

## Сюжет
Джесси и Честер — любители марихуаны и бездельники. Однажды утром они просыпаются в своём доме с похмелья, не помня ничего о предыдущем дне. Их дом переполнен контейнерами с пудингом, и на их автоответчике — злобное сообщение от их подруг-близнецов Ванды и Вильмы. Они выходят на улицу, но не могут найти свою машину. Именно тогда Джесси и спрашивает: «Где моя тачка, чувак?»
Тогда они решают вспомнить, что было вчера, и отправляются к своему другу, который должен им помочь. У друга они видят пса-торчка, который никому, кроме своего хозяина, не дает свою трубку для курения. После, не добившись желаемого, они втроём отправляются к китайскому ресторану, в котором неисправный аппарат по приёму заказов постоянно спрашивает «А ещё?». Обидев друга, Джесси и Честер, встречают Кристи Пупер, которой понравилась вчерашняя вечеринка. Но парень Кристи быстро отшивает «Торчков» и они отправляются в стрип-клуб, визитку которого Честер находит в кармане. В клубе Джесси встречает трансгендерную женщину, которая требует от него 200000$, которые он вчера должен был вынести из клуба, а затем передать деньги обратно. Пообещав принести деньги, Джесси и Честер идут к своим девушкам, которые не рады тому, что Джесси и Честер пришли без подарков в честь их годовщины. В итоге близняшки их прощают, но им предстоит вынести мусор. Эта затея им не удаётся из-за крышки от Mountain Dew, которая падает на пол, а пакеты с мусором рвутся и пачкают всё вокруг. Девушки выгоняют их из дома, а на улице они встречают культистов-уфологов, которые требуют от них Трансфункционер Континуума, но они говорят, что у них нет Трансфункционера Континуума. 
Затем «Душные контактеры» довозят их до китайского портного, который говорит, что они вовремя пришли за своими спецкостюмами. Начав переодеваться, парни обнаруживают татуировки у себя на спинах: у одного — «Улёт», у другого — «Чувак». В костюмах парни обнаруживают мобильники, кубик Рубика и бумагу, в которой сказано, что они взяли машину напрокат. 
Зайдя в магазин за мороженым, парни встречают «Пылких тёлок», которые тоже ищут Трансфункционер Континуума, за который они готовы поблагодарить их орально. Во время разногласий между Джесси и Честером «Тёлки» исчезают, а парни отправляются в полицейский участок, в котором они встречают пару грубых полицейских детективов, от которых узнают, что машина в полиции, так как она была замечена на наркосделке, а они главные подозреваемые. Но их отпускают, так как у них обнаруживается алиби. Парни идут к неряхе-полицейскому, который по ошибке отправляет машину на аукцион. 
В это время «Пылкие тёлки» находят Томми — парня Кристи — которого обещают порадовать орально, если он раздобудет Трансфункционер Континуума. Томми соглашается и советует поискать Джесси и Честера на работе у их девушек. «Пылкие тёлки» приходят на работу к девушкам и заявляют, что ищут Джесси и Честера. Близняшки отвечают, что не знают, где они. Близняшки приходят к Джесси и Честеру и заявляют, что между ними всё кончено, и уходят. Тогда парни решают отправиться в ведомство конфискации автомашин, в котором они узнают, где находится их машина. Джесси и Честер собираются поехать к новому владельцу авто, но встречают двух загадочных парней, которые представляются хранителями Трансфункционера Континуума. Парни в шутку довозят их до китайского ресторана и говорят, что нужно просто попросить и им отдадут Трансфункционер Континуума. 
И снова по дороге к новому хозяину авто им мешают, на этот раз их похищают «Душные контактеры», которые требуют от них Трансфункционер Континуума, или они убьют их девушек. Парней отпускают и они приезжают к скрытному страусиному фермеру. По глупости они попадают в клетку и фермер готов их выпустить, если он ответят на вопрос: какую скорость развивает страус. Честер, благодаря своей любви к передаче Animal Planet, правильно отвечает на вопрос и ребят отпускают. 
Они просят забрать вещи из машины. Но машины не оказывается в гараже. Тогда парни спрашивают, было ли в ней хоть что-нибудь? Фермер даёт им ключ от камеры хранения в развлекательном центре. Прибыв туда, они начинают искать камеру хранения и встречают работника, который говорит, что они хорошо играли в мини-гольф. Возле камеры хранения к ребятам подходит трансгендерная женщина и требует деньги. Парни говорят, что они в камере. Открыв камеру, они обнаруживают чемодан с деньгами, призовые билеты, палочку от коктейля, диплом об окончании двухчасового изучения японского языка и банку с конфетами, в которой не оказалось конфет. После Джесси и Честер звонят «Душным контактерам» и Томми, который захватил их друга в заложники, и сообщают, что Трансфункционер Континуума у них. Подумав и поняв, что Трансфункционер Континуума, которого у них нет, может выглядеть как угодно, они обменивают призовые билеты на игрушку и обменивают её сначала на своих девушек, потом на друга. Они пытаются сбежать, но их останавливают хранители и спрашивают, где Трансфункционер Континуума. Парни показывают на Томми, который отобрал «игрушку» у «Душных контактеров» и собирался отдать её «Пылким тёлкам». Хранители сообщают, что это не Трансфункционер Континуума. Атмосфера накаляется, но тут вдруг приходит Мистер Пиццаколи и приносит им пиццу. 
В это время Честер дособирал кубик Рубика, и он превратился в Трансфункционер Континуума. Хранители и «Пылкие тёлки» требуют отдать им Трансфункционер Континуума, который грозит взорваться и уничтожить всю Вселенную. Джесси говорит, что отдаст его тому, кто ответит на вопрос: с какого раза они попали вчера в 18 лунку? Хранители отвечают, что с первого, и Джесси отдаёт им Трансфункционер Континуума. Хранители его обезвреживают. Вильма спрашивает: откуда ты знаешь, ведь вы ничего не помните? Джесси показывает надпись, в которой сказано, что тот, кто с первого раза попадёт в 18 лунку, получит пудинги на всю жизнь. «Пылкие тёлки» из-за своей неудачи превращаются в «Суперпылкую космическую дылду» и пытаются отобрать Трансфункционер Континуума у хранителей. Хранители пытаются уничтожить «Дылду», но она их откидывает, а Трансфункционер Континуума снова оказывается у Джесси и Честера. Парни выбегают на улицу и, пользуясь советами и с помощью Трансфункционера Континуума, пытаются уничтожить «Суперпылкую космическую дылду». Но чтоб активировать аннигиляционный луч акселератора фотонов, им необходимо что-то очень тонкое, чтоб нажать кнопку. И ответ быстро находится — это палочка от коктейля, которую припас Честер. 
В итоге враг был повержен, а Трансфункционер Континуума вернули хранителям, которые отмотали события дня на начало, но с небольшими изменениями, и всем стерли память об этом дне. На этот раз, проснувшись утром и выйдя на улицы, они обнаруживают свою машину и едут к близняшкам. Приехав к близняшкам, парни дарят им свои подарки, а также подарки хранителей Континуума — увеличители грудей для близняшек.

## В ролях
| Актёр               | Роль                                     |
| ------------------- | ---------------------------------------- |
| Эштон Кутчер        | Джесси Монтгомери III                    |
| Шон Уильям Скотт    | Честер Гринбург                          |
| Дженнифер Гарнер    | Ванда                                    |
| Марла Соколофф      | Вильма                                   |
| Кристи Суонсон      | Кристи Бонер                             |
| Митзи Мартин        | Детка №1                                 |
| Дэвид Херман        | Нельсон                                  |
| Хэл Спаркс          | Золтан                                   |
| Чарли О'Коннелл     | Томми                                    |
| Джон Тоулс-Бей      | мистер Пиццаколи                         |
| Кристиан Миддельтон | норвежец-пришелец № 1                    |
| Дэвид Бэнник        | норвежец-пришелец № 2                    |
| Тёртл               | Джефф                                    |
| Фреда Фо Шэнь       | продавщица в китайском ресторане (голос) |
| Кеоне Ян            | мистер Ли                                |
| Брент Спайнер       | Пьер                                     |

## Саундтреки
1. Stoopid Ass — Grand Theft Audio
2. Playmate Of The Year — Zebrahead
3. Lighting The Way — Superdrag
4. I'm Afraid of Britney Spears — Liveonrelease
5. Authenticity — Harvey Danger
6. Voodoo Lady — Ween
7. Listen To The Music — Dangerman
8. So Cal Loco (Party Like a Rockstar) — Sprung Monkey
9. We Luv U — Grand Theft Audio
10. Lunatic — Silt
11. Sorry About Your Luck — Spy
12. Bust a Move — Young MC

## Интересные факты
- Устройство стирания памяти напоминает нейрализатор из фильма «Люди в чёрном».
- Диалог «Dude, where’s your car?»/«Where’s my car, dude?» («Чувак, где твоя тачка?»/«Где моя тачка, чувак») позаимствован из фильма «Большой Лебовски» в сцене между Джоном Гудманом и Джеффом Бриджесом, когда они выходят из боулинга на стоянку и не обнаруживают машину Бриджеса.
- Название этого фильма обыграно в названии книги американского режиссёра Майкла Мура «Где моя страна, чувак?», в которой он выступает с резкой критикой Джорджа Буша-младшего. Снятый Муром на её основе фильм «Фаренгейт 9/11» стал самым коммерчески успешным документальным фильмом в истории кино.
- Сюжет фильма произошёл от так и оставшейся нереализованной задумки игровой полномасштабной версии популярного в середине 1990-х мультсериала «Бивис и Баттхед».
- Во многих мусульманских странах сцена с поцелуем Джесси и Честера была вырезана.[источник не указан 3530 дней]
- Пропавшая машина главных героев — Renault 5.
- В мультсериале "Соник Бум" эпизод под названием "Куда делся Эггман" является отсылкой к данному фильму по сюжету и английскому названию.